# 新里町 (草加市)
新里町（にっさとちょう）は、埼玉県草加市の町名。現行行政地名は新里町のみ。丁番を持たない単独町名である。住居表示未実施地区。郵便番号は340-0031。

## 地理
草加市の南西部に位置する。東京都足立区と接する。主に住宅地となっている。足立区との境界付近を毛長川が流れる。

### 地価
住宅地の地価は、2017年（平成29年）の公示地価によれば、新里町字通662番11の地点で10万8000円/m2となっている。

## 沿革
もとは江戸期より存在した武蔵国足立郡谷古田領に属する新里村であった。
- はじめは幕府領、1702年（元禄15年）より東叡山寛永寺領[5]。なお、検地は1629年（寛永6年）、1768年（元禄8年）、1749年（寛延2年）に実施。
- 幕末の時点では足立郡に属し、明治初年の『旧高旧領取調帳』の記載によると、幕府領（代官・佐々井半十郎支配所）[6]。
- 1868年（慶応4年）6月19日 - 幕府領が武蔵知県事・山田政則（忍藩士）の管轄となる。
- 1869年（明治2年） 
  - 1月13日 - 武蔵知県事・宮原忠英の管轄区域に大宮県を設置。県庁は東京府馬喰町に置かれる。
  - 9月29日 - 県庁が浦和に置かれ浦和県に改称。
- 1871年（明治4年）11月13日 - 第1次府県統合により埼玉県の管轄となる。
- 1879年（明治12年）3月17日 - 郡区町村編制法により成立した北足立郡に属す。郡役所は浦和宿に設置。
- 1889年（明治22年）4月1日 - 町村制施行に伴ない、下谷塚村、中谷塚村、上谷塚村、東遊馬村、瀬崎村、柳島村、新里村、市右衛門新田、彦右衛門新田が合併して谷塚村が成立。新里村は谷塚村の大字新里となる。
- 1940年（昭和15年）11月23日 - 谷塚村が町制施行され、谷塚町の大字となる
- 1955年（昭和30年）1月1日 - 谷塚町が草加町、新田村と合併して新たな草加町となり、草加町の大字となる。
- 1958年（昭和33年）11月1日 - 市制が施行され、同時に草加町大字新里から新里町に町名変更[7]。

## 交通

### 道路
- 埼玉県道・東京都道104号川口草加線
- 毛長橋通り

## 世帯数と人口
2017年（平成29年）10月1日現在の世帯数と人口は以下の通りである。
| 町丁   | 世帯数    | 人口    |
| ------ | --------- | ------- |
| 新里町 | 3,172世帯 | 7,340人 |

## 小・中学校の学区
市立小・中学校に通う場合、学区は以下の通りとなる。
| 番地                | 小学校               | 中学校               |
| ------------------- | -------------------- | -------------------- |
| 1〜499番地 1422番地 | 草加市立両新田小学校 | 草加市立両新田中学校 |
| その他              | 草加市立新里小学校   | 草加市立両新田中学校 |

## 施設
- 草加市立新里小学校
- 草加市新里文化センター
- にっさとの森保育園
- 毛長神社
- 浄土宗徳性寺
- 真言宗智山派泉蔵院
- 草加聖地霊園
- ふれあいの里
- 新里町ふれあい公園
- 新里第1児童遊園
- 旧河川敷地緑道